# Buitenring Parkstad Limburg
De Buitenring Parkstad Limburg (N300) is een wegverbinding door de regio Parkstad Limburg. De weg  sluit de A76 bij Nuth via de gemeenten Beekdaelen, Brunssum, Landgraaf, Kerkrade en Heerlen aan op de N281 bij de Duitse grens. Samen met deze wegen is het ook een onderdeel van de Ring Parkstad. Het totale tracé is 25,6 kilometer.

## Geschiedenis
De eerste aanzetten tot een buitenring stammen uit de 1960er jaren. In het Ontwerp-Streekplan Oostelijke Mijnstreek van 1961 was de exacte noordelijke route van de Buitenring ingetekend. Duitsland had belangstelling om deze weg door te trekken richting Düsseldorf. Daarom werd bij de plannen rekening gehouden met een uitbouw tot Kraftwagenstraße met gescheiden rijbanen en ongelijkvloerse kruisingen. In 1966 werden plannen gemaakt om de gevolgen van de mijnsluitingen op te vangen. Daarbij sprak men van een Verkeersruit om Heerlen.
In 1999 lieten de Gedeputeerde Staten van de Provincie Limburg een startnotitie opmaken, waarin de eerste grenzen van de buitenring worden opgetekend, dat werd opgenomen in het in juni 2001 vastgestelde Provinciaal Omgevingsplan Limburg (POL). In juni 2004 stelden de GS de "Startnotitie 'Buitenring Parkstad Limburg'" vast en op 15 november 2005 ondertekenden de provincie Limburg, Parkstad Limburg en de gemeenten Brunssum, Heerlen, Kerkrade, Landgraaf en Onderbanken een bestuursconvenant, dat later dat jaar ook door de gemeente Nuth werd ondertekend. In dat convenant werd, op twee trajecten in Kerkrade na, het traject van de Buitenring vastgesteld. In het convenant werden eveneens een budget van 163 miljoen euro en een uiterlijke openingsdatum van 1 januari 2015 vastgesteld.
Het plan werd toegevoegd aan de Crisis- en herstelwet, die in 2010 inging, en in datzelfde jaar stemden de Provinciale Staten in met het plan, waarvan de kosten op dat moment waren opgelopen tot 315 miljoen euro. Tegen de aanleg van de Buitenring werd door ongeveer 125 organisaties en particulieren bezwaar gemaakt bij de Raad van State, die het plan in 2011 vernietigde omdat het inpassingsplan dat de ring mogelijk maakt onvoldoende zekerheid bood voor de bestaande natuurgebieden Brunssummerheide, Brandenberg en Geleenbeekdal. Na nieuw onderzoek door de provincie werd in 2012 een nieuw inpassingsplan ingediend, maar dit werd door de Raad van State aangehouden omdat men wilde wachten op een uitspraak van het Europees Hof van Justitie over het A2-traject 's-Hertogenbosch-Eindhoven. Na deze uitspraak door het Europees Hof in 2014 achtte de Raad van State de nieuwe provinciale onderzoeken in 2015 toereikend, waardoor met de aanleg van de weg kon worden begonnen. In de tussentijd mocht de provincie van start met de aanleg van ongeveer 700 meter van de weg in Kerkrade, dat in december 2015 werd geopend.
Anno 2017 zijn de kosten voor het project opgelopen tot 451 miljoen euro. Oplevering van de ring is voltooid in april 2018, de nieuwe aansluiting op de A76 is gerealiseerd op 30 september 2019.

## Traject
De hele Buitenring is uitgevoerd in 2x2 rijstroken, waarop een maximumsnelheid geldt van 100 km/u. Enkel het traject door de Brunssummerheide heeft een maximumsnelheid van 80 km/u. De weg maakt gebruik van gedeelten van de N298, N299 en N300.
De Buitenring start op een turborotonde aangelegd over de A76 tussen Schinnen en Nuth. De bestaande afritten bij die plaatsen lagen te dichtbij en werden daarom opgeheven. Vanaf deze rotonde loopt de buitenring via Nuth, Hoensbroek, Amstenrade, Brunssum, Landgraaf en Kerkrade naar de N281. In Brunssum loopt de weg over de Steenberg Emma-Hendrik en doorkruist vervolgens de Brunssummerheide (en Brandenberg), waarvoor het ecoduct Natuurbrug Feldbiss is aangelegd.
Bij Kerkrade wordt een aansluiting op een verlenging van de Duitse B258 voorzien, maar hierover is in Duitsland nog geen definitief besluit genomen.
In Landgraaf moet de Buitenring worden aangesloten op de toekomstige Randweg Abdissenbosch (in Duitsland de Bundesstraße 56 en Bundesstraße 221). Deze weg tussen Landgraaf en Geilenkirchen moet het grensverkeer tussen Parkstad en Duitsland uit de Landgraafse kernen weren. De Duitse overheid wil in 2026 met de aanleg beginnen, terwijl Limburg liever in 2020 had willen beginnen.
De Buitenring zal eindigen in een turborotonde in Heerlen, naast het Nederlands-Duits industrieterrein Avantis.

## Veranderingen bebouwing
- In Nuth werd voor de aanleg van de rotonde over de A76, de Mariakapel een aantal honderd meter verplaatst.[17]
- In Amstenrade werd Hotel Schikan gesloopt, omdat het midden op het tracé van de Buitenring stond.